# 中央東口
中央東口（ちゅうおうひがしぐち）は、元ニトロプラス社員で現在フリーの原画家、イラストレーター、漫画家、キャラクターデザイナー。7月3日生まれ、静岡県出身。

## 人物
- 化け物や男ばかり描いていたが、ニトロプラスに入社し「1週間で美少女描いて」といわれて必死に頑張ったとのこと。
- 「男絵ばかりモテるエロゲ原画師」と呼ばれる
- ニトロプラスに入社するまで、同社が18禁ゲームメーカーであることを知らなかった。
- ニトロプラス入社当初は原画家は「紙にシャーペンでラフを描くもの」と思い込んでいた。その原画家像に対応させるつもりでシャーペンを使っていたが、元々タブレットの使用の方が楽だったために後にタブレットを使用する。
- 絵を描く際に重視する点としてシルエットを重視する。この点はシーンが違っても同様の感覚として持っている。
- 映画好きで、映画みたいな作品（SF・サイコサスペンスなど）を作りたいと思っている。

## 作品

### アニメ
- 月詠 -MOON PHASE-（2005年） - 第17話エンドカード
- Mnemosyne-ムネモシュネの娘たち-（2008年） - キャラクター原案
- ダンス イン ザ ヴァンパイアバンド（2010年） - 第10話エンドカード
- カーニバル・ファンタズム（2011年） - 養殖試作怪人「真ん中きのこ一号」イラストレーター
- ギルティクラウン（2011年） - 第1話エンドカード
- 熱風海陸ブシロード（2013年） - クリーチャーデザイン
- うーさーのその日暮らし 夢幻編（2015年） - 第13話エンドカード
- 音楽少女（テレビアニメ版）（2018年） - 色彩設計
- 魔術士オーフェンはぐれ旅（2020年） - 魔術カラーデザイン

### 特撮
- 仮面ライダー鎧武/ガイム（2013年） - クリーチャーデザイン
- 鎧武/ガイム外伝 仮面ライダー斬月/仮面ライダーバロン（2015年） - クリーチャーデザイン

### ゲーム
- 吸血殲鬼ヴェドゴニア（2001年、ニトロプラス） - キャラクターデザイン、原画
- 鬼哭街（2002年、ニトロプラス） - キャラクターデザイン、原画
- 浄火の紋章（2003年、同人作品） - キャラクターデザイン、原画
- 沙耶の唄（2003年、ニトロプラス） - キャラクターデザイン、原画
- 天使ノ二挺拳銃（2005年、ニトロプラス） - キャラクターデザイン、原画
- あやかしびと（2005年、propeller） - キャラクターデザイン、原画
- Bullet Butlers（2007年、propeller） - キャラクターデザイン、原画
- クロノベルト（2008年、propeller） - キャラクターデザイン、原画
- エヴォリミット（2010年、propeller） - キャラクターデザイン、原画
- ギルティクラウン ロストクリスマス（2012年、ニトロプラス） - 原画
- 蒼撃のイェーガー（2014年、propeller） - キャラクターデザイン、原画
- Fate/Grand Order（2015年 - 2022年、TYPE-MOON） - 一部キャラクターデザイン
- 月姫 -A piece of blue glass moon-（2021年8月26日、TYPE-MOON） - キャラクターデザイン協力

### 漫画
- HAGAKURE ROYAL（原作：虚淵玄『中央東口のシャイニングエクソシストEX』内収録）
- ハイスクール・バトルヒーター（原作：虚淵玄『中央東口のシャイニングエクソシストEXⅡ』内収録）
- Contract（COMIC快楽天BEAST掲載、未単行本化）
- 放課後アリス（季刊GELATIN掲載、未単行本化）
- ジャッジメント・オーバーマン ～放課後の結社～（月刊ドラゴンエイジ連載中） - キャラクター原案

### 小説
- 鬼哭街（全2巻 虚淵玄著 角川スニーカー文庫） - 表紙絵、挿絵
- サイキック戦争（新版）（全2巻 笠井潔著 講談社） - 表紙絵
- UTOPIA（未単行本化 乙一著 『How to write light-novels ライトノベルを書く!』収録 小学館） - 挿絵
- Bullet Butlers（全2巻 東出祐一郎著 ガガガ文庫） - 表紙絵、挿絵
- ムネモシュネの娘たち2008（単巻 大野木寛著 ホビージャパン） - 表紙絵、挿絵
- Fate/Zeroアナザーストーリー－Heart of Freaks－（同人作品扱い、東出祐一郎著『Fate/Zero Tribute Arts -死にゆく者への祈り-』収録） - 挿絵
- アイゼンフリューゲル（全2巻 虚淵玄著 ガガガ文庫） - 表紙絵、挿絵
- 魔術師スカンクシリーズ（全3巻 江波光則著 星海社） - 表紙絵、挿絵

### その他
- 中央東口のシャイニングエクソシストEX（コラム集、同人作品扱い、全2巻）
- 沙耶の唄&天使ノ二挺拳銃 Official Works
- 吸血殲鬼ヴェドゴニア・鬼哭街 パーフェクトグラフィックス
- ホーロロギオン（原作：花田十輝・作画：乃花タツ、月刊コミック電撃大王連載） - ギオンデザイン
- Fate/Apocrypha - ゲオルギオス・キャラクターデザイン